# Villa Elisa (Paraguay)
Villa Elisa is een stad en gemeente (in Paraguay un distrito genoemd) in het departement Central, tegen de grens met Argentinië.
Villa Elisa telt 79.000 inwoners en maakt deel uit van het grootstedelijk gebied van Asuncion, Gran Asunción genoemd, een naam zonder officiële status.